# Andrej Burić
Andrej Burić (ur. 6 lutego 1989 w Rijece) – chorwacki biegacz narciarski, olimpijczyk.
Uczestnik Mistrzostw Świata juniorów w biegach narciarskich – w 2007 roku był 87. w biegu na 10 km, w 2008 roku zajął 86. miejsce w sprincie i 78. w biegu na 10 km stylem klasycznym, w 2009 roku był 64. w sprincie i 84. w biegu na 10 km. Brał udział w Mistrzostwach Świata seniorów w 2009 roku, gdzie zajął 99. pozycję w sprincie. Startował także na Zimowych Igrzyskach Olimpijskich w Vancouver w 2010 roku. W biegu indywidualnym stylem dowolnym na 15 km zajął 75. miejsce wśród 95. sklasyfikowanych zawodników.

## Osiągnięcia

### Igrzyska olimpijskie
| Miejsce | Dzień     | Rok  | Miejscowość | Konkurencja           | Czas biegu  | Strata      | Zwycięzca     |
| ------- | --------- | ---- | ----------- | --------------------- | ----------- | ----------- | ------------- |
| 75.     | 15 lutego | 2010 | Vancouver   | 15 km stylem dowolnym | 33:36,3 min | +5:14.7 min | Dario Cologna |

### Mistrzostwa świata
| Miejsce | Dzień     | Rok  | Miejscowość   | Konkurencja              | Czas biegu  | Strata     | Zwycięzca           |
| ------- | --------- | ---- | ------------- | ------------------------ | ----------- | ---------- | ------------------- |
| 99.     | 24 lutego | 2009 | Liberec       | Sprint stylem dowolnym   | –           | –          | Ola Vigen Hattestad |
| 96.     | 24 lutego | 2011 | Oslo          | Sprint stylem dowolnym   | –           | –          | Marcus Hellner      |
| LPD.    | 27 lutego | 2011 | Oslo          | 30 km – bieg łączony     | 1:14:10,4 h | zdublowany | Petter Northug      |
| 71.     | 21 lutego | 2013 | Val di Fiemme | Sprint stylem klasycznym | –           | –          | Nikita Kriukow      |
| LPD.    | 23 lutego | 2013 | Val di Fiemme | 2x15 km bieg łączony     | 1:13:09,3 h | zdublowany | Dario Cologna       |

### Mistrzostwa świata juniorów
| Miejsce | Dzień     | Rok  | Miejscowość           | Konkurs                  | Wynik       | Strata      | Zwycięzca            |
| ------- | --------- | ---- | --------------------- | ------------------------ | ----------- | ----------- | -------------------- |
| 74.     | 12 marca  | 2007 | Tarvisio              | Sprint stylem klasycznym | –           | –           | Iwan Iwanow          |
| 87.     | 14 marca  | 2007 | Tarvisio              | 10 km stylem dowolnym    | 22:40,9 min | +6:31.8 min | Martti Jylhä         |
| 86.     | 25 lutego | 2008 | Malles Venosta        | Sprint stylem dowolnym   | –           | –           | Calle Halfvarsson    |
| 78.     | 25 lutego | 2008 | Malles Venosta        | 10 km stylem klasycznym  | 28:50,3 min | +5:47.6 min | Hans Christer Holund |
| 64.     | 1 lutego  | 2009 | Praz de Lys – Sommand | Sprint stylem klasycznym | –           | –           | Aleksandr Panżynski  |
| 84.     | 5 lutego  | 2009 | Praz de Lys – Sommand | 10 km stylem dowolnym    | 23:53,6 min | +3:35,7 min | Piotr Siedow         |

### Mistrzostwa świata młodzieżowców
| Miejsce | Dzień       | Rok  | Miejscowość | Konkurs                  | Wynik       | Strata       | Zwycięzca           |
| ------- | ----------- | ---- | ----------- | ------------------------ | ----------- | ------------ | ------------------- |
| 63.     | 27 stycznia | 2011 | Otepää      | 15 km stylem dowolnym    | 35:26,3 min | +6:56.1 min  | Jewgienij Biełow    |
| 49.     | 29 stycznia | 2011 | Otepää      | Sprint stylem klasycznym | –           | –            | Aleksandr Panżynski |
| 54.     | 21 lutego   | 2012 | Erzurum     | Sprint stylem dowolnym   | –           | –            | Gleb Rietiwych      |
| 59.     | 23 lutego   | 2012 | Erzurum     | 15 km stylem klasycznym  | 37:40,1 min | +5:52.8 min  | Jewgienij Biełow    |
| DNF.    | 25 lutego   | 2012 | Erzurum     | 30 km łączony            | 1:16:30,9 h | nie ukończył | Raul Szakirzianow   |

### Uniwersjada
| Miejsce | Dzień      | Rok  | Miejscowość   | Konkurencja                           | Czas biegu   | Strata      | Zwycięzca         |
| ------- | ---------- | ---- | ------------- | ------------------------------------- | ------------ | ----------- | ----------------- |
| 33.     | 12 grudnia | 2013 | Val di Fiemme | 30 km – bieg łączony                  | 38:42.1 min  | +2:08.1 min | Raul Szakirzianow |
| 33.     | 14 grudnia | 2013 | Val di Fiemme | Sprint stylem klasycznym              | –            | –           | Maxim Kovalev     |
| 22.     | 15 grudnia | 2013 | Val di Fiemme | Sprint dr. mieszany stylem klasycznym | 17:55.40 min | półfinał    | Rosja II          |
| 56.     | 17 grudnia | 2013 | Val di Fiemme | 10 km stylem dowolnym                 | 23:57.4 min  | +1:59.4 min | Milanko Petrović  |

### Olimpijski festiwal młodzieży Europy
| Miejsce | Dzień     | Rok  | Miejscowość | Konkurencja              | Czas biegu  | Strata      | Zwyciężczyni         |
| ------- | --------- | ---- | ----------- | ------------------------ | ----------- | ----------- | -------------------- |
| 57.     | 20 lutego | 2007 | Jaca        | 7,5 km stylem klasycznym | 21:14,4 min | +3:42.6 min | Sebastian Eisenlauer |
| 63.     | 22 lutego | 2007 | Jaca        | 10 km stylem dowolnym    | 24:21,6 min | +2:56.3 min | Tim Tscharnke        |

### Puchar Świata

#### Miejsca w klasyfikacji generalnej
| Sezon     | Miejsce           |
| --------- | ----------------- |
| 2010/2011 | niesklasyfikowany |
| 2013/2014 | niesklasyfikowany |

#### Miejsca na podium
Burić nigdy nie stał na podium indywidualnych zawodów Pucharu Świata.

#### Miejsca w poszczególnych konkursachPucharu Świata
| Sezon 2010/2011 |                      |                      |                      |                            |                        |                       |                     |                           |                           |                          |                            |                                |                              |                                |                              |                                   |                               |                                  |                        |                     |                        |                      |                         |                      |                       |                         |                        |                        |                       |                       |        |        |        |        |        |        |        |        |        |        |        |        |        |        |        |        |        |        |        |
| Gällivare 20.11 (15 km F) | Ruka 26.11 (SP C)    | Ruka 27.11 (10 km C) | Ruka 28.11 (15 km F) | RT                         | Düsseldorf 4.12 (SP F) | Davos 11.12 (15 km C) | Davos 12.12 (SP F)  | La Clusaz 18.12 (30 km F) | Oberhof 31.12 (3,75 km F) | Oberhof 1.01 (15 km C)   | Oberstdorf 2.01 (SP C)     | Oberstdorf 3.01 (2x10 km)      | Toblach 5.01 (SP F)          | Cortina-Toblach 6.01 (35 km F) | Val di Fiemme 8.01 (20 km C) | Val di Fiemme 9.01 (9 km F)       | TdS                           | Liberec 15.01 (SP F)             | Otepää 22.01 (15 km C) | Otepää 23.01 (SP C) | Rybińsk 4.02 (2x10 km) | Rybińsk 5.02 (SP F)  | Drammen 19.02 (15 km C) | Drammen 20.02 (SP F) | Lahti 12.03 (2x10 km) | Lahti 13.03 (SP C)      | Sztokholm 16.03 (SP C) | Falun 18.03 (3.3 km C) | Falun 19.03 (2x10 km) | Falun 20.03 (15 km F) | FPŚ    | punkty | punkty | punkty | punkty | punkty | punkty | punkty | punkty | punkty | punkty | punkty | punkty | punkty | punkty |        |        |        |        |
| - | -                    | -                    | -                    | -                          | -                      | -                     | 95                  | -                         | -                         | -                        | -                          | -                              | -                            | -                              | -                            | -                                 | -                             | -                                | -                      | -                   | -                      | -                    | -                       | -                    | -                     | -                       | -                      | -                      | -                     | -                     | -      | 0      | 0      | 0      | 0      | 0      | 0      | 0      | 0      | 0      | 0      | 0      | 0      | 0      | 0      |        |        |        |        |
| Sezon 2013/2014 |                      |                      |                      |                            |                        |                       |                     |                           |                           |                          |                            |                                |                              |                                |                              |                                   |                               |                                  |                        |                     |                        |                      |                         |                      |                       |                         |                        |                        |                       |                       |        |        |        |        |        |        |        |        |        |        |        |        |        |        |        |        |        |        |        |
| Ruka 29.11 (SP C) | Ruka 30.11 (10 km C) | Ruka 1.12 (15 km F)  | RT                   | Lillehammer 7.12 (15 km C) | Davos 14.12 (30 km F)  | Davos 15.12 (SP F)    | Asiago 21.12 (SP C) | Oberhof 28.12 (4 km F)    | Oberhof 29.12 (SP F)      | Lenzerheide 31.12 (SP F) | Lenzerheide 1.01 (15 km C) | Cortina-Toblach 3.01 (35 km F) | Val di Fiemme 4.01 (10 km C) | Val di Fiemme 5.01 (9 km F)    | TdS                          | Nové Město na Moravě 11.01 (SP F) | Szklarska Poręba 18.01 (SP F) | Szklarska Poręba 19.01 (15 km C) | Toblach 1.02 (15 km C) | Toblach 2.02 (SP F) | Lahti 1.03 (SP F)      | Lahti 2.03 (15 km F) | Drammen 5.03 (SP C)     | Oslo 9.03 (50 km C)  | Falun 14.03 (SP C)    | Falun 15.03 (2 × 15 km) | FPŚ                    | punkty                 | punkty                | punkty                | punkty | punkty | punkty | punkty | punkty | punkty | punkty | punkty | punkty | punkty | punkty | punkty | punkty | punkty | punkty | punkty | punkty | punkty | punkty |
| - | -                    | -                    | -                    | -                          | -                      | -                     | -                   | -                         | -                         | -                        | -                          | -                              | -                            | -                              | -                            | -                                 | 56                            | 55                               | 65                     | 72                  | -                      | -                    | -                       | -                    | -                     | -                       | -                      | 0                      | 0                     | 0                     | 0      | 0      | 0      | 0      | 0      | 0      | 0      | 0      | 0      | 0      | 0      | 0      | 0      | 0      | 0      | 0      | 0      | 0      | 0      |
| Legenda |                      |                      |                      |                            |                        |                       |                     |                           |                           |                          |                            |                                |                              |                                |                              |                                   |                               |                                  |                        |                     |                        |                      |                         |                      |                       |                         |                        |                        |                       |                       |        |        |        |        |        |        |        |        |        |        |        |        |        |        |        |        |        |        |        |
| 1 2 3 4-10 11-30 31-100 Dyskwalifikacja - – zawodnik nie wystartował TdS – Tour de Ski DNS – Zawodnik został zgłoszony do biegu, ale w nim nie wystartował DNF – Zawodnik nie ukończył biegu LPD – Zawodnik został zdublowany |                      |                      |                      |                            |                        |                       |                     |                           |                           |                          |                            |                                |                              |                                |                              |                                   |                               |                                  |                        |                     |                        |                      |                         |                      |                       |                         |                        |                        |                       |                       |        |        |        |        |        |        |        |        |        |        |        |        |        |        |        |        |        |        |        |